# Chariton Township (comté de Howard, Missouri)
Chariton Township est un ancien township du comté de Howard dans le Missouri, aux États-Unis,.
Il est fondé en 1821.

## Source de la traduction
- (en) Cet article est partiellement ou en totalité issu de l’article de Wikipédia en anglais intitulé « Chariton Township, Howard County, Missouri » (voir la liste des auteurs).